# Antoní Gemin
Antoní Gemin (llatí: Antoninus Geminus) fou un príncep romà, fill de Marc Aureli i Faustina, germà bessó de l'emperador Còmmode. Va morir molt jove, quan només tenia quatre anys.